# الزورث (مین)
الزورت(به انگلیسی: Ellsworth) شهری در ایالت مین کشور ایالات متحده آمریکا است که جمعیت آن در سرشماری سال ۲۰۱۰ میلادی، ۷٬۷۴۱ نفر بوده‌است.

## نگارخانه

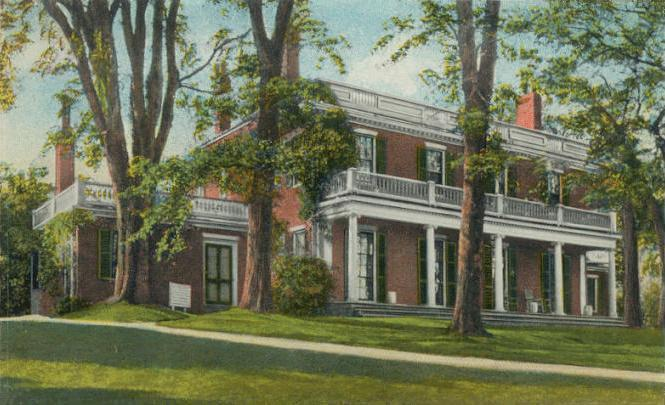
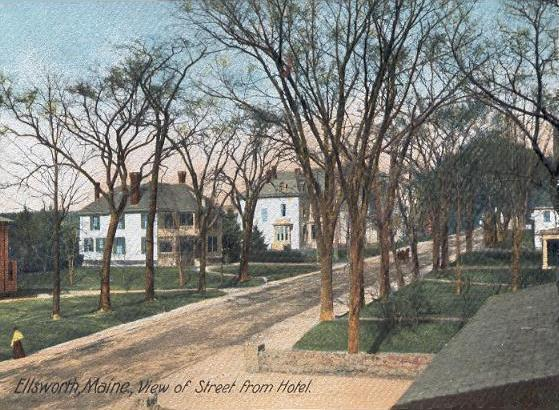
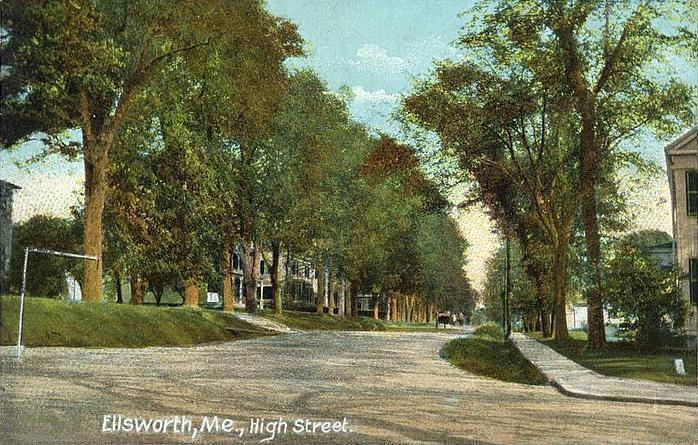
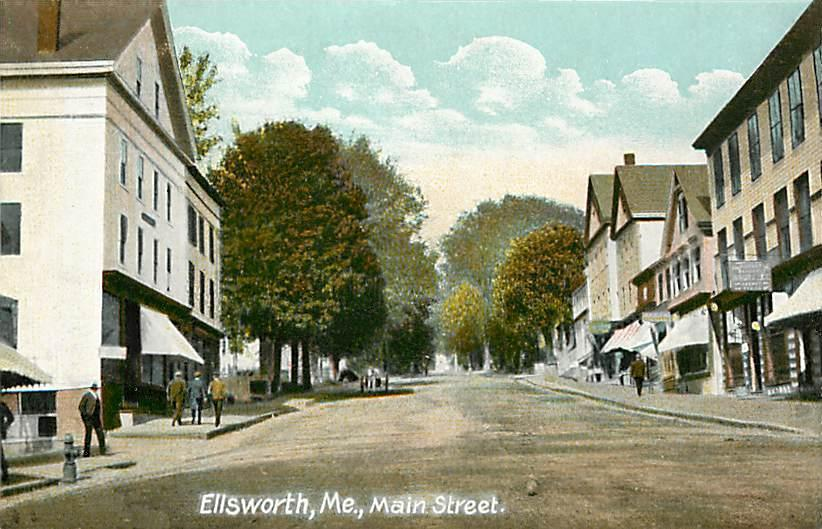
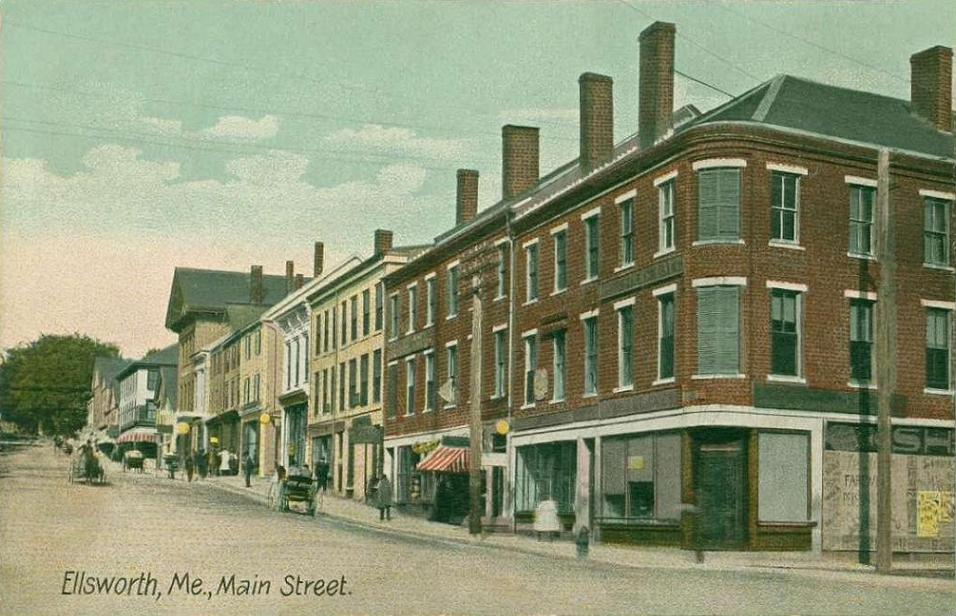
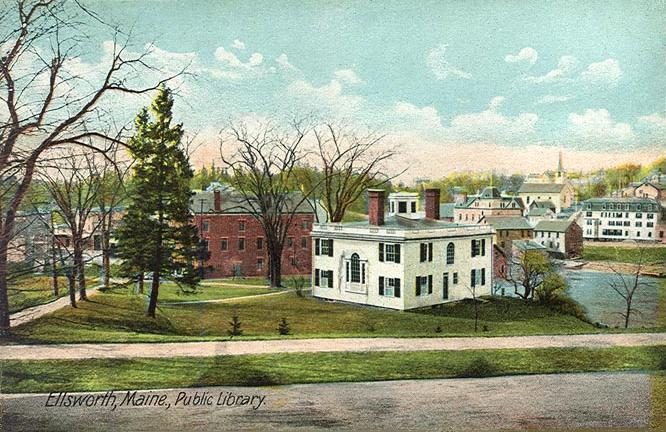